# Французский Индокитай
Францу́зский Индокита́й (фр. Indochine française, вьет. Đông Dương thuộc Pháp, лаос. ອິນດູຈີນຝຣັ່ງ, кхмер. ឥណ្ឌូចិនបារាំង, кит. трад. 法屬印度支那, пиньинь Fǎshǔ Yìndùzhīnà, палл. Фашу Иньдучжина) — часть Французской колониальной империи, бывшая колония Франции на полуострове Индокитай.
С 1887 года имело официальное название Индокитайский союз (фр. Union indochinoise, вьет. Liên bang Đông Dương), который включал территорию захваченного Францией с 1858 по 1884 годы Вьетнама, разделённого на колонию Кохинхина (Намбо), протекторат Аннам (Чунгбо) и протекторат Тонкин (Бакбо). Кроме того, во Французский Индокитай входили протекторат Камбоджа и протекторат Лаос, захваченные в 1860—1890-х годах, а также арендованная у Китая территория Гуанчжоувань.
После Второй мировой войны в результате победы национально-освободительных движений на территории Французского Индокитая были образованы независимые государства Вьетнам, Камбоджа и Лаос.

## История

### Миссионерство

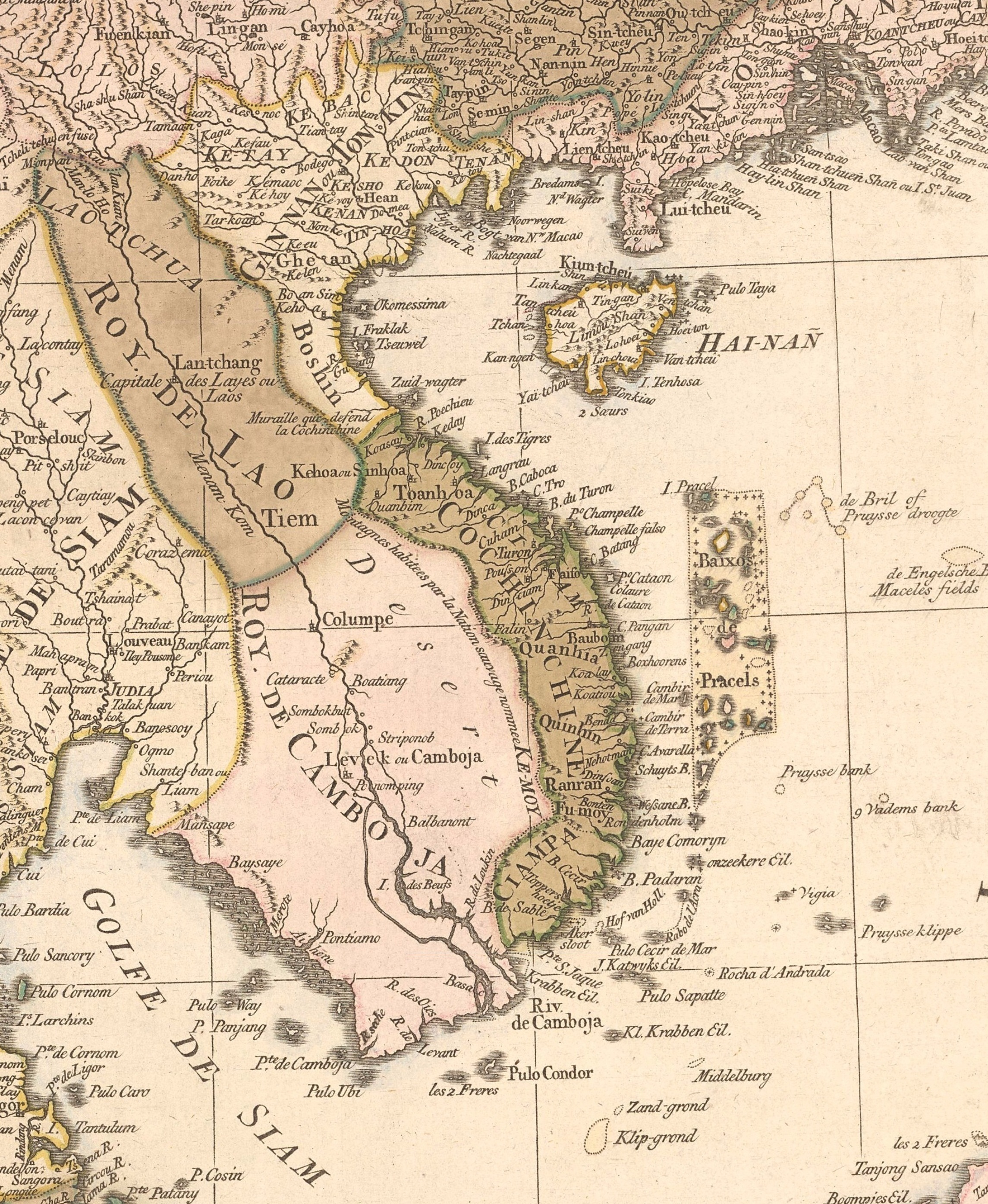
Карта Индокитая XVIII века, опубликованная в Амстердаме ок. 1760 года.

Французское присутствие в Индокитае началось в XVII веке, когда там действовал монах-иезуит Александр де Род.
В конце XVIII века, когда во время восстания тэйшонов в 1777 году была вырезана почти вся родовая знать правившего в южновьетнамском государстве рода Нгуенов, в живых остался лишь 15-летний Нгуен Фук Ань, которого скрывал от тэйшонов французский миссионер Пиньо де Беэн, епископ Адранский.

### Версальский договор
В 1784 году Нгуен Фук Ань попросил Пиньо де Беэна о посредничестве в деле получения военной помощи из Франции. В составе дипломатической миссии, которая отправилась во Францию, вместе с Пиньо де Беэном в Европу поехал и старший сын Нгуен Фук Аня — четырёхлетний принц Кань. В 1787 году епископ Адранский от имени Нгуен Фук Аня подписал с Францией соглашение, вошедшее в историю под названием «Версальского договора». Согласно этому договору, Нгуен Фук Ань уступал французам ряд территорий, даровал французам монополию в торговле на всей территории страны, а также обязывался поставлять Франции солдат и продовольствие в том случае, если она будет вести войну с каким-либо государством на Востоке; Франция же должна была передать Нгуен Фук Аню военный отряд в 1650 человек и эскадру из 4 кораблей. Воплощению этого договора в жизнь помешала Великая Французская революция, однако впоследствии французы часто обращались к нему для оправдания своего присутствия во Вьетнаме.
Когда Вьетнам в начале XIX века оказался объединённым в единое государство, то Версальский договор 1787 года был «забыт» и считался несостоявшимся. В 1820-х годах в стране были изданы первые антихристианские указы. В 1835 году император Вьетнама Минь Манг издал указ, строго запрещающий проповедь христианства во Вьетнаме. Антихристианская политика и гонения на миссионеров вызвали реакцию неприятия во Франции. Французский король Луи-Филипп отказался принять вьетнамское посольство, а его морской флот на Дальнем Востоке получил приказ оказать всемерную поддержку христианским миссионерам во Вьетнаме.

### Франко-вьетнамские войны XIX века

#### Франко-вьетнамские столкновения (1851—1857)
1851—1857 гг. Столкновения с Францией.
В феврале 1857 года в Дананг прибыл корабль, на котором находился французский представитель при дворах Сиама и Камбоджи — Шарль де Монтиньи. Он был облечён официальными правительственными полномочиями и имел задание не только добиться свободы вероисповедания для христиан во Вьетнаме, но и установить торговые и дипломатические отношения. Французы попытались передать официальное послание своего правительства вьетнамскому военно-морскому чиновнику, но оно не было принято. Тогда французы попытались силой заставить вьетнамские власти взять официальное письмо или принять де Монтиньи, и произвели бомбардировку данангской крепости, но ничего не добились, и были вынуждены отплыть обратно.

#### Первая франко-вьетнамская война
Франко-вьетнамские войны 1858—1862 и 1883—1884 — захватнические войны, предпринятые Францией с целью колониального порабощения Вьетнама.
После подписания в 1858 году в Тяньцзине франко-китайского договора Наполеон III приказал перебросить участвовавшие в китайской кампании войска во Вьетнам; к французам присоединились испанские колониальные войска с Филиппин, привычные к местному климату. Командующим объединёнными франко-испанскими силами стал адмирал Риго де Женуйи. Регулярная вьетнамская армия была разбита европейскими войсками, в марте 1859 года французы взяли Сайгон, а затем захватили большие территории в различных частях Вьетнама. Вьетнамское правительство было вынуждено пойти на мирные переговоры, и в 1862 году был подписан Сайгонский договор, согласно которому Вьетнам уступил в собственность Франции три провинции. Так как ратификация договора затянулась, то боевые действия возобновились, и в 1867 году вьетнамцам пришлось подписывать мир с Францией уже на более тяжёлых условиях.

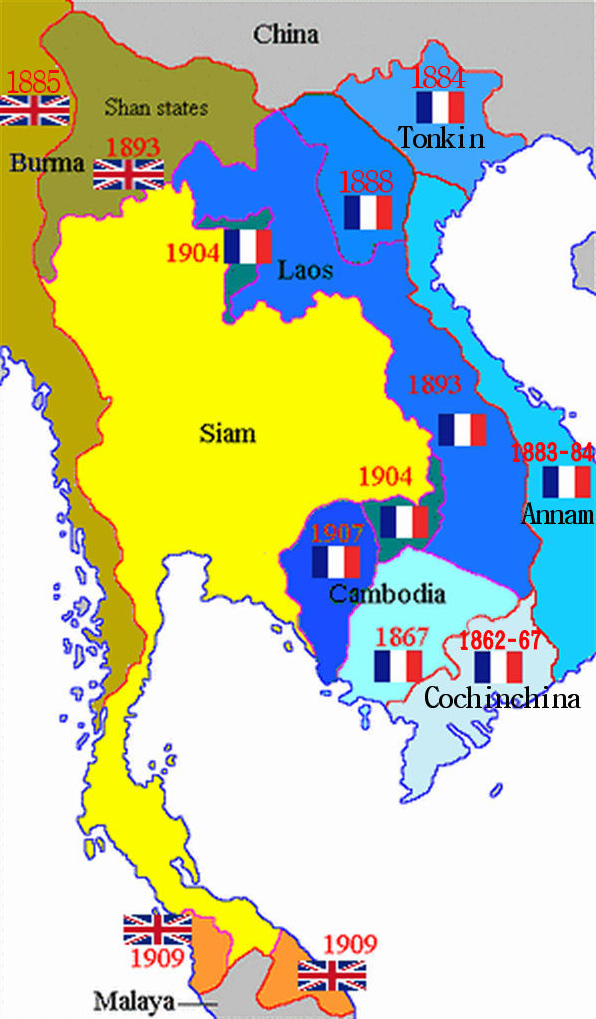
Экспансия европейских держав в Индокитае

После захвата французами южного Вьетнама король Камбоджи направил в 1861 году в Сайгон большое посольство с выражением дружеских чувств французам. В связи с нарастающей угрозой экспансии со стороны Сиама правящие круги Камбоджи стали склоняться в пользу признания французского протектората. Франко-камбоджийский договор о протекторате был подписан 11 августа 1863 года и ратифицирован обеими сторонами в 1864 году. В 1864—1867 году, в соответствии с условиями договора, французам пришлось помогать властям протектората Камбоджи в подавлении многочисленных восстаний, что дорого стоило Франции. В 1867 году французские власти Кохинхины успешно провели переговоры с Сиамом о разделе Камбоджи. По условиям договора от 1 декабря 1867 года Сиам признал протекторат Франции над Камбоджей, а взамен Франция согласилась на присоединение к Сиаму двух западных камбоджийских провинций.

#### Франко-китайская война
После франко-китайской войны Вьетнам в 1885 году полностью перешёл под власть французов и был разделён на три территории, имевшие различный правовой статус: Кохинхина была французской колонией и находилась в ведении Министерства торговли и колоний, а Аннам и Тонкин получили статус протекторатов, взаимоотношения с которыми осуществлялись по линии французского Министерства иностранных дел.

#### Восстание Канвыонг
Фактически правивший Вьетнамом при императоре Хам Нги регент Тон Тхат Тхюет попытался в июле 1885 года поднять восстание мандаринов, одновременно организовав в провинциях движение сопротивления «Канвыонг», но оно потерпело неудачу вследствие того, что не было централизованным. Французы штурмовали дворец и Тон Тхат Тхюету пришлось бежать вместе с Хам Нги в горы.
Французы ввели в Аннам войска со своих баз в Тонкине и Кохинхине. В сентябре 1885 года они объявили Хам Нги низложенным и возвели на императорский трон его брата — императора Донг Кханя. Донг Кхань всячески старался продемонстрировать свою лояльность французам. В 1886 году Донг Кханем «для укрепления дружеских связей с Францией» был учреждён императорский орден Дракона Аннама, которым награждались как подданные императора, так и иностранцы. В 1887 году повстанцы Тон Тхат Тхюета были разгромлены и движение Канвыонг постепенно стало затухать.

### Создание Индокитайского Союза
Указом от 17 октября 1887 года все французские владения в Индокитае были объединены в единый Индокитайский Союз, который полностью находился в ведении Министерства колоний. Во главе Индокитайского Союза был поставлен генерал-губернатор, который первоначально был лишь чиновником своего министерства, и лишь с 1891 года его полномочия стали расширяться: в качестве единственного представителя президента Французской республики он сосредоточил в своих руках всю полноту административной, финансовой, экономической и военной власти.

#### Франко-сиамская война
Смерть одного из служащих торгового агентства в Луангпхабанге дала французским колониальным властям в Индокитае повод потребовать от правительства Сиама уступить левобережье Меконга. В мае 1893 года начались военные действия. Продвижение французских войск вверх по Меконгу сопровождалось вооружёнными конфликтами с сиамскими отрядами. Французы ответили угрозой блокады Бангкока, а 20 июля 1893 года предъявили Сиаму ультиматум, требуя формального признания сиамским правительством прав государств Вьетнама и Камбоджи на земли лао по левобережью Меконга. Правительство Сиама было вынуждено согласиться и принять ультиматум. Договор, заключённый 3 октября 1893 года между Францией и Сиамом, положил начало колониальному господству Франции в Лаосе.

#### Дальнейшие вторжения в Сиам
В 1904 году Франция и Сиам подписали договор, по которому к французским владениям в Лаосе были присоединены части Луангпхабанга и Тямпасака, находившиеся на западном берегу реки Меконг. Договор 1907 года отодвинул южные границы французских владений дальше на запад.

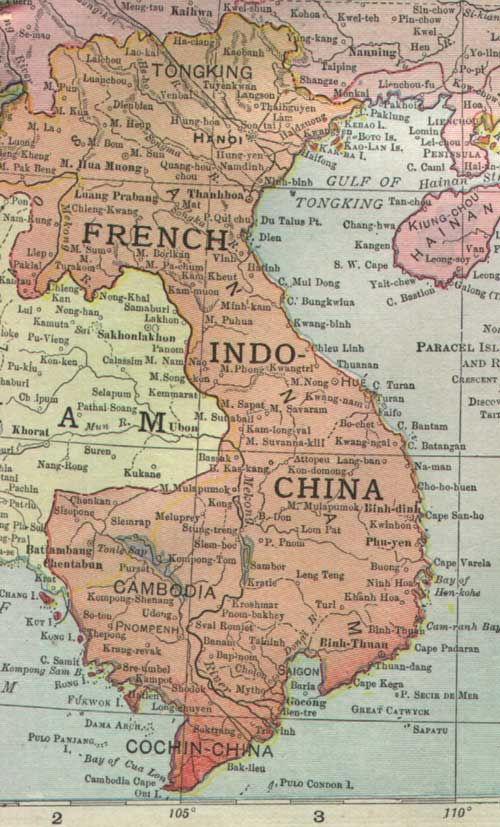
Французский Индокитай в 1913 году

#### Йенбайское восстание
Основная статья: Йенбайское восстание
В феврале 1929 года созданной за два года до того Национальной партией Вьетнама («Вьетнамский Гоминьдан») было совершено убийство агента Базэна, занимавшегося вербовкой рабочих для южных плантаций. За это убийство партия подверглась репрессиям со стороны колониальной администрации.
Пытаясь спасти партию от разгрома, её руководство приняло решение о восстании. В ночь на 10 февраля 1930 года вьетнамские солдаты, среди которых многие были членами Национальной партии, подняли восстание на военном посту Йенбай в Северном Вьетнаме. В тот же день были брошены бомбы в Ханое. По выработанному плану одновременно должно было начаться восстание в нижней дельте Красной реки, но здесь выступление началось только 15 февраля, когда в Йенбае всё уже было кончено.
Поддержавшая восстание деревня Коам в нижней дельте Красной реки была подвергнута авиабомбардировке и полностью уничтожена.
Вожди Национальной партии Вьетнама были казнены.
После поражения Йенбайского восстания влияние Национальной партии пошло на убыль.

### Вторая мировая война

#### Вторжение Японии
После капитуляции Франции Японская империя подписала с новым французским правительством соглашение о запрете провоза грузов в Китай через территорию Французского Индокитая, который служил одним из немногих каналов связи с внешним миром для Китая. 22 сентября 1940 года между Францией и Японией заключено соглашение о размещении японских войск в Северном Индокитае.

#### Франко-тайская война
Воспользовавшись поражением Франции на начальных этапах Второй мировой войны, Таиланд попытался вернуть утраченные ранее территории. Несмотря на то, что французы в целом воевали успешнее, под давлением Японии Франция была вынуждена удовлетворить требования Таиланда.

#### Смещение французской администрации
Когда весной 1945 года войска Союзников завершали военные действия в Европе против Германии, а губернатор Французского Индокитая признал Временное правительство Французской республики, японцы стали опасаться высадки Союзников во Французском Индокитае, и решили взять его под свой не только военный, но и политический контроль. 9 марта 1945 года японцы неожиданно разоружили французские войска и сместили французскую администрацию.
Всё это привело к полной дезорганизации французской администрации Индокитая, а также к быстрому появлению и недолгому существованию формально независимых, но фактически марионеточных прояпонских государств: Вьетнамской империи, Государства Лаос и Королевства Кампучия. В ответ началась партизанская война против японцев, которую французы иногда вели совместно с вьетнамцами, а правительство освобождённой Франции стало готовить новое вторжение в Индокитай.
В конце концов сама Япония капитулировала раньше, чем в Индокитае антияпонские силы смогли начать какие-либо серьёзные боевые действия против японской оккупации.

### Распад Индокитайского Союза
19 августа 1945 года в результате деятельности движения «Вьетминь» Августовская революция победила во Вьетнамской империи и 30 августа император Бао Дай публично отрёкся от престола. 2 сентября 1945 года на всей вьетнамской территории коммунистами была провозглашена Демократическая Республика Вьетнам.
В октябре 1945 в Государстве Лаос король Сисаванг Вонг был отстранён от власти движением «Лао Иссара», которое провозгласило независимость страны и установило на территории Лаоса республиканскую форму правления.
В октябре 1945 французам удалось восстановить свою власть в Камбодже и ликвидировать Королевство Кампучию. Король Нородом Сианук был оставлен на престоле. Однако часть сторонников независимости бежала в северо-западную Камбоджу где при поддержке тайцев они создали антифранцузское националистическое движение за независимость «Кхмер Иссарак».
6 марта 1946 года Франция признала независимость Демократической Республики Вьетнам в составе Индокитайского Союза, а 2 июня 1946 французские колониальные власти во Вьетнаме провозгласили Республику Кохинхину. 6 июля 1946 началась франко-вьетнамская мирная конференция в Фонтенбло. Хо Ши Мин заявил о согласии на ассоциацию ДРВ с Францией и о непризнании Республики Кохинхина.

### Индокитайская Федерация

Индокитайская Федерация

2 августа 1946 французские колониальные власти открыли конференцию в Далате для разработки статуса Индокитайской Федерации. 27 августа Лаос вновь перешёл под контроль Франции. 27 октября 1946 года, согласно новой Конституции Франции, Французская колониальная империя была преобразована во Французский Союз, в составе которого Индокитайский Союз был преобразован в Индокитайскую Федерацию из ассоциированных образований: Государства Вьетнам, Королевства Камбоджа, Королевства Лаос, Тайской федерации.
В ноябре 1946 начались вооружённые столкновения в Хайфоне между французской армией и силами Вьетнама.

### Первая Индокитайская война
Первая Индокитайская война (1946—1954) велась Францией за сохранение своих индокитайских колоний. Основные события войны происходили на вьетнамской территории, на которой разными силами были провозглашены два государства: 2 сентября 1945 года коммунистами на всей вьетнамской территории провозглашена Демократическая Республика Вьетнам, а в 1949 году на той же самой всей вьетнамской территории временно захватившими её французами провозглашено Государство Вьетнам. Также боевые действия велись на территории Камбоджи и Лаоса, однако здесь они не оказали значительного влияния на ход войны. Во всех случаях Франция при поддержке местных союзников (а с 1950 года и при поддержке США) вела борьбу против местных коммунистических повстанцев, сражавшихся за независимость своих стран при поддержке Китая и СССР.
Первая Индокитайская война во Вьетнаме известна как война Сопротивления — война вьетнамских националистов и коммунистов, объединённых под эгидой военно-политического движения «Вьетминь», против французской колониальной администрации в 1945—1954, закончившаяся разделением вьетнамской территории на два независимых государства: Демократическую Республику Вьетнам (столица — Ханой) на севере и Государство Вьетнам (столица — Сайгон) на юге.

### Женевские соглашения
По результатам переговоров, прошедших после поражения французов под Дьенбьенфу, французские войска покинули Индокитай, а Вьетнам временно разделялся на две части по 17-й параллели (где создавалась демилитаризованная зона), с перегруппировкой Вьетнамской народной армии на север и сил Французского Союза на юг. Затем, в июле 1956 года, предполагалось проведение свободных выборов в обеих частях страны с целью определения будущего политического режима и воссоединения страны.

## Валюта

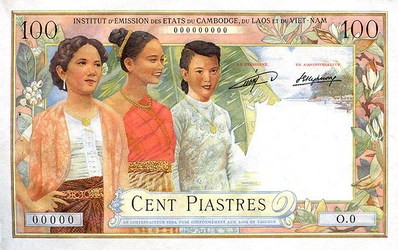
Банкнота в 100 пиастров Эмиссионного института государств Камбоджа, Лаос и Вьетнам, 1954 год, имевшая хождения во Французском Индокитае

## Флаг
В период с 1887 по 1945 год флагом Индокитайского союза был жёлтый флаг, в верхней левой четверти которого был изображён флаг Франции. А в период 1946—1949 гг. на жёлтом полотнище были изображены три горизонтальные полоски, символизировавшие три части Вьетнама.

1946—1949 гг.